# Ctenomys contrerasi
Ctenomys contrerasi és una espècie de mamífer rosegador de la família dels ctenòmids. És endèmic de la província argentina de Chubut. El seu hàbitat natural és l'estepa de zigofil·làcies de baixa cobertura. Es tracta d'un tuco-tuco de mida petita a mitjana. Té una llargada total de 165-232 mm, la cua de 49,4-68 mm i un pes de 43-146 g. Fou anomenat en honor del mastòleg i ornitòleg argentí Julio R. Contreras.